# Vista Hermosa de la Trinidad
Vista Hermosa de la Trinidad är en ort i Mexiko.   Den ligger i kommunen Pénjamo och delstaten Guanajuato, i den centrala delen av landet, 290 km väster om huvudstaden Mexico City. Vista Hermosa de la Trinidad ligger 1 702 meter över havet och antalet invånare är 278.
Terrängen runt Vista Hermosa de la Trinidad är platt åt sydost, men åt nordväst är den kuperad. Runt Vista Hermosa de la Trinidad är det ganska tätbefolkat, med 111 invånare per kvadratkilometer. Närmaste större samhälle är Pénjamo, 5,9 km nordväst om Vista Hermosa de la Trinidad. Trakten runt Vista Hermosa de la Trinidad består till största delen av jordbruksmark.